# Gwiazdy moim przeznaczeniem
Gwiazdy moim przeznaczeniem (ang. The Stars My Destination) – powieść fantastycznonaukowa amerykańskiego pisarza Alfreda Bestera z gatunku space opera, wydana po raz pierwszy w 1956 w Wielkiej Brytanii pod tytułem Tiger! Tiger!. W Polsce ukazała się najpierw w 1983 w odcinkach w miesięczniku „Fantastyka” (1983 nr 8, 9, 10) pod tytułem Gwiazdy – moje przeznaczenie w przekładzie Jacka Manickiego. W formie książkowej ukazała się najpierw w wydawnictwie CIA-Books Svaro w 1992 w tłumaczeniu Jarosława Gohlinga, a następnie w 2006 w wydawnictwie Solaris w przekładzie Andrzeja Sawickiego.

## Opis fabuły
Akcja powieści rozgrywa się w przyszłości w XXV wieku. Człowiek zasiedlił Układ Słoneczny, opanował również umiejętność teleportacji, ale tylko w obrębie planety. Pomocnik mechanika kosmicznego Gully Foyle jako jedyny przeżył katastrofę statku kosmicznego „Nomad”. Kiedy mijający jego wrak w przestrzeni kosmicznej inny statek „Vorga” nie udzielił rozbitkowi pomocy, Foyle poprzysiągł mu zemstę. 
Historia prywatnej wendety Foyla wpleciona jest – na podobieństwo powieści Hrabia Monte Christo – w los wojny międzyplanetarnej.

## Historia wydania
Powieść miała się ukazać w połowie lat 70. w serii Wydawnictwa Literackiego „Stanisław Lem poleca”, ale książka została odrzucona przez wydawnictwo za rzekomy imperializm, co stało się jedną z przyczyn, dla których seria nie była kontynuowana.